# Янь (деревенские ворота)

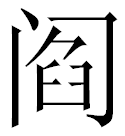

Янь (кит. трад. 閻, кит. упр. 阎, 闫, вьетн. Diêm) — китайская фамилия. 327-я в списке Байцзясин и одна из нескольких омонимичных фамилий Янь. Наиболее близкое значение иероглифа — «деревенские ворота». Восприятие иероглифа также находится в определённой связи с именем божества Янь-ван.

## Известные Янь
- Янь Сишань — военно-политический деятель.
- Янь Либэнь — художник.
- Янь Годун, Иаков — католический мученик.